# ショッカーO野
ショッカー O野（ショッカー おおの、ローマ字表記:Shocker OH!NO!、1961年3月10日 - ）は、日本のイベントプロデューサー、桃太郎電鉄のキャラクター。
司会者・構成作家・ラジオパーソナリティとしての活躍も多く、その場の役割に応じて「闘う司会者」、「闘う構成作家」、「闘うパーソナリティ」のいずれかをキャッチフレーズにしている。
神奈川県横浜市出身。AB型。本名は大野 浩（おおの ひろし）。

## 来歴・人物
大学在学中に、大野剣友会やジャパンアクションクラブのスタントマンとして特撮番組に出演。その後、出版社、放送作家、島田洋七のマネージャー、石ノ森章太郎のマネージャー等を経て、独立。現在は特撮作品のプロデュースを中心に、特撮・アニメイベントの司会、フリーライター、声優、ラジオパーソナリティー・構成作家、専門学校講師、『桃太郎電鉄シリーズ』中のミニゲームのキャラクターなど、多岐にわたり活動しており、職業を尋ねられた際は説明に困りながら「何でも屋」と答えている。その経歴から平山亨、水木一郎、金子吉延等の特撮業界の関係者とも親交が深い。
さくまあきらが作った出版会社に、営業マンとして呼ばれ所属していたことがある。それが縁で「ジャンプ放送局」の編集を手伝っていた時期がある。出版会社は、ショッカーO野が入社した時点で赤字経営が続いていたため、半年後に会社を計画倒産させる予定だったらしく、在籍していた期間は短い。また、その出版社が『桃太郎伝説』の製作に関わった事で得た利益の一部が退職金に充てられた。
あかほりさとると声が似ている事から、自身がパーソナリティを務めた番組でネタにした事もある。
スタントマン時代、ヒーローアクションショーでの司会、ヒーロー、悪役等をこなした経緯から、ヒーローショーに登場するすべてのキャラクターを一人で演じる「一人ライダーショー」という宴会芸を身に付け、『mamiのRADIかるコミュニケーション』のイベントでこの芸を披露している。

## 芸名の由来
ニッポン放送のラジオ番組『島田紳助のおっと危ない!東京ばくだん小僧』内の1コーナー・「アタック北斗の拳」（アニメ映画とのタイアップ企画でラジオパーソナリティーはさくまあきら）にて、ラジオ出演に慣れていない「土居孝幸」、「榎本一夫」を補佐する形で笑い役として呼ばれる。初出演時にさくまあきらから「今日はショッカーも来ています」と紹介され「イィー」という鳴き声を披露、そのままショッカーという名前でラジオ番組に出演するようになる。のちにショッカーという名前は著作権問題に抵触するのではとの考えから石ノ森章太郎に相談したところ、「僕が名付け親になれば問題ないんだろう」と石ノ森の了承を得た。

## 出演作品

### テレビアニメ
大地丙太郎監督作品で起用されることが多い。
- 愛天使伝説ウェディングピーチ（恋人）
- こどものおもちゃ（片桐三造、他）
- 浦安鉄筋家族（ナレーション）
- おじゃる丸（カラクリかいせつ人形、ナレーション）
- 下級生2〜瞳の中の少女たち〜（監督）
- ギャグマンガ日和3（ナレーション）
- TEEN TITANS（サンダー）
- DD北斗の拳（ナレーション[2]）
- DD北斗の拳2（ナレーション）

### 劇場アニメ
- パーフェクトブルー（観客・司会者[3]）

### OVA・ラジオドラマ
- アイドルプロジェクト（ポリゴニアンズ、店長）
- おたくの星座（寿五郎）
- GOLDEN BOY さすらいのお勉強野郎（ミキサー）
- 世紀末リーダー外伝たけし!（ナレーション）
- 電脳戦隊ヴギィ'ズ★エンジェル外伝 進め！スーパーエンジェルス シリーズ（権田原國蔵）
- 同級生〜恋愛専科
- 超光速メタルバード
- ファイアーマスク
- 妖精姫レーン（レッドフェニックス、美術教師）

### ゲーム
- 御神楽少女探偵団（長田定吉）
- 3×3EYES 〜吸精公主〜（探偵）
- 3×3EYES 〜吸精公主〜 S（探偵）
- 桃太郎電鉄シリーズ（桃太郎電鉄7以降、レースイベント司会者）
- 桃太郎伝説（レースイベント司会者、イベント）
- ファイティングレイヤー（月影雪舟）

### ラジオ
- ひので街探偵事ム所 → ひので街探偵事ム所108（文化放送・ラジオ関西）
- 電脳戦隊ヴギィ'ズ★エンジェル（ラジオ日本・ラジオ関西）
- 同級生〜恋愛専科（文化放送・ラジオ大阪）
- mamiのRADIかるコミュニケーション（東海ラジオほか）
- 伊集院光のOh!デカナイト（ニッポン放送ほか）
- 吉田照美のやる気MANMAN!（文化放送）
- ファンタジスタ!（FM SETAGAYAほか）
- ヤス&O野のラジオトークバトル（レインボータウンFM）
- アキバ系世界征服（ラジオ日本）

### インターネット番組
- ショッカーO野の秘密基地へようこそ!!（ねこぷ！）
- さくまあきらアワー 〜帰ってきたジャンプ放送局〜 2010年8月30日放送（ニコニコ動画）
- さくまあきらアワー 〜また帰ってきちゃったジャンプ放送局〜 2010年11月27日放送（ニコニコ動画）
- ヤス＆O野のラジオトークバトル・ハイパー！（岩崎康雄オフィシャルサイト → ショッカーO野 秘密基地！）

### CD
- 青春ラジメニア　おかげ“SUMMER”CDスペシャル! PartII（NECアベニュー 1996年7月20日発売　ゲスト出演）
- 真冬の流れ星（東芝EMI　1997年12月17日発売　WITH YOUのメンバーとして参加）

### テレビ番組
- 仮面ライダースーパー1（毎日放送）- 道場の門下生役（#2）。特撮初出演作品。
- 獅子の時代（NHK）
- 8時だョ!全員集合（TBS） - ゾウの右足
- オレたちひょうきん族（フジテレビ） - ゾウ
- 10号誕生!仮面ライダー全員集合!!（毎日放送） - カマギリガン[4]、コンバットロイド[4]
- 電子戦隊デンジマン（テレビ朝日） - ダストラー[4]
- 大戦隊ゴーグルファイブ（テレビ朝日） - 総統タブー[4]（シルエットのアクション）、マダラマン[4]、他[4]
- 科学戦隊ダイナマン（テレビ朝日） - シッポ兵[4]、他[4]
- 超電子バイオマン（テレビ朝日） - メカクローン兵[4]、他[4]
- 宇宙刑事ギャバン（テレビ朝日） - クラッシャー[4]、他[4]
- 宇宙刑事シャリバン（テレビ朝日） - ファイトロー[4]、他[4]
- さんまのナンでもダービー（テレビ朝日）
- 海賊戦隊ゴーカイジャー（テレビ朝日） - サブ（33話）[4]
- 非公認戦隊アキバレンジャー（BS朝日）- 常連（3話）※クレジットなし[5][4]
- ボイスラッガー（テレビ東京）- 大村修二
- TVチャンピオン2「戦え! TVヒーロー王選手権」（1999年5月27日 テレビ東京） - 準優勝
- 突撃わらしべ由里ちゃん!（バンダイキャラネットTV）
- さるとび由里ちゃん参上!（バンダイキャラネットTV）
- 秘密基地de何しまショッカー（インターネットテレビ・itv24.com）

### 映画
- 科学戦隊ダイナマン（1983年） - シッポ兵[4]
- 侍戦隊シンケンジャー 銀幕版 天下分け目の戦（2009年） - クサレナナシ[4]
- 仮面ライダー×スーパー戦隊 スーパーヒーロー大戦（2012年） - ショッカー戦闘員
- 仮面ライダー×スーパー戦隊×宇宙刑事 スーパーヒーロー大戦Z（2013年）
- 劇場版 仮面ライダーウィザード in Magic Land（2013年） - 市民A[4]

### 司会
- 東京国際アニメーションフェスティバル（東京都）
- 東京国際ファンタスティック映画祭
- 東京ゲームショウ
- 水木一郎24時間1000曲ライヴ（フジテレビ）
- ANIME JAPAN FES
  - スーパーロボット魂
  - スーパーヒーロー魂
  - スーパー戦隊“魂”
  - スーパーアニソン魂

ほか多数

## 執筆活動

### 著書
- 「ライダーキックは痛かった」（勁文社、1988年10月発売）
  - ISBN 978-4766907131
- 「ショッカーO野の熱血ヒーロー日記」（小野敏洋との共著、ラポート、1989年5月発売）
- 「カルトクエスト500 仮面ライダー編」（バンダイ、1992年発売）
- 「超科学分析 仮面ライダーが面白いほどわかる本」（仮面ライダー分析調査委員会との共著、中経出版、2001年10月発売）
  - ISBN 978-4806115298

### 連載
- 「改造人間今日も行く」（B-CLUB、バンダイ）